# Helodon diadelphus
Helodon diadelphus är en tvåvingeart som beskrevs av Adler, Currie och Wood 2004. Helodon diadelphus ingår i släktet Helodon och familjen knott. Inga underarter finns listade i Catalogue of Life.